# Buck-Tick
Buck-Tick je japonská rocková skupina, která byla vytvořena v roce 1983 ve Fudžioce. Původní kapela měla 5 členů: Acušiho Sakuraie (zpěv), Hisašiho Imaie (kytara, druhý hlas, zvuky a theremin), Hidehika Hošina (kytara a druhý hlas), Jutaku Higučiho (basová kytara) a Tolla Jagamiho (bicí). Po smrti Acušiho Sakuraie v říjnu 2023 se rozhodli pokračovat jako 4členná skupina. V průběhu své kariéry experimentovali s mnoha odlišnými hudebními žánry, včetně punku, post-punku, nové vlny, goth, industrial, elektronické hudby a klasického rock’n’rollu.
Spolu s X Japan jsou Buck-Tick běžně označováni za zakladatele vlny visual kei, třebaže nikdy nebyli typičtí představitelé. Členové mají navíc ke své dlouholeté a produktivní kariéře jako skupina i sólové projekty a spolupracovali s mnoha známými umělci, japonskými i zahraničními.

## Členové
- Acuši Sakurai (櫻井 敦司, přezdívka Aččan): zpěv (1983 - 2023 do jeho smrti)
- Hisaši Imai (今井 寿, přezdívaný Imai): kytara, theremin, zpěv, druhý hlas a různé zvuky (1983 - dodnes)
- Hidehiko Hošino (星野 英彦, známý jako Hide): kytara, klávesy, zpěv, druhý hlas (1983 - dodnes)
- Jutaka Higuči (桶口豊, známý pod přezdívkou U-ta): basová kytara (1983 - dodnes)
- Toll Jagami (ヤガミ・トール, přezdívka Anii, Aniki. Toto jméno je také pseudonym, skutečné jméno není známo.): bicí (1985 - dodnes)

Přes svá odlišná příjmení, Jutaka a Toll jsou bratři.

## Historie
Skupina Buck-Tick byla původně založena v roce 1983 pod jménem Hinan Go-Go. Všech pět členů žilo ve městě Fudžioka, v prefektuře Gunma. Hisaši Imai přišel s nápadem na kapelu, a chtěl ji založit i přesto, že tehdy neuměl hrát na žádný hudební nástroj. Naverboval svého přítele, Jutaku Higučiho, a spolu začali cvičit - Hisaši na kytaru, U-ta na basovou kytaru. Pak se U-ta zeptal Hidehika Hošina, se kterým se přátelil od prvního ročníku na střední škole, jestli by se chtěl také připojit. Protože byl Hide vysoký a přitažlivý, U-ta ho chtěl přesvědčit, aby přijal místo zpěváka, ale Hide měl větší zájem o hru na kytaru a nechtěl stát v popředí, takže se zpěvákem stal Imaiův známý Araki. Acuši Sakurai, rebelský spolužák Imaie, se kapele nabídl jako bubeník.
Imai pojmenoval skupinu "Hinan Go-Go" ("Hinan" znamená v japonštině kritika). Jakmile měli natrénováno dost na to, aby mohli hrát, začali vystupovat na menších místních akcích. Ze začátku hráli covery písní slavné japonské punkové skupiny The Stalin. Od počátku si byli vědomi své reputace a pokoušeli se odlišit od davu. Vystupovali v oblecích s vlasy vyčesanými nahoru a brzy přidali i bílý make-up.
Jakmile Imai odmaturoval, přestěhoval se s Arakim do Tokia a začal navštěvovat návrhářskou školu. U-ta a Hide odmaturovali o rok později a také se přestěhovali do Tokia. Přesto se o víkendech vraceli domů, aby mohli zkoušet a vystupovat. Během léta 1984 se kapela přejmenovala na Buck-Tick s výslovností "bakučiku", což je japonské slovo pro prskavku. Také začali hrát originální písně, které psal Imai.
Acušiho rodiče mu nedovolili přestěhovat se do Tokia, takže zůstal v Gunmě jako jediný. Trávil všechen svůj čas o samotě, často navštěvoval koncerty a sledoval vystoupení skupin v televizi, a rozhodl se, že už nechce hrát na bicí. Místo toho se chtěl stát zpěvákem. U-tův bratr byl rovněž členem kapely, SP, která zrovna přišla o zpěváka, a Acuši se zeptal Tolla, jestli by ho mohl nahradit. Toll jeho žádost odmítl a SP se rozpadli.
Nicméně ve stejnou dobu ostatní členové začali cítit nechuť k Arakimu. Imaiovy schopnosti v psaní písní se zlepšovaly, ale Araki nebyl schopný zvládat melodie. Ačkoliv to pro ně bylo bolestivé, kapela se rozhodla Arakiho vyhodit a Acuši zaujal jeho místo. Buck-Tick nyní scházel bubeník, ale toto místo bylo zaplněno bratrem U-ty, Tollem Jagamim, poté, co ho U-ta přesvědčil, že to pro něj bude nejlepší způsob, jak překonat ztrátu vlastní skupiny. Tak se zformovalo složení Buck-Tick, které se do roku 2023 nezměnilo.
Večer 19. října 2023, během jednoho koncertu, byl Acuši po třetí skladbě převezen do nemocnice a ten večer zemřel na krvácení do mozku. 

## Hudební styl
Hudba Buck-Tick se v průběhu let výrazně vyvíjela. Svá raná léta nazývají „vyloženým punkem“. Používali jednoduché rytmy a akordy, písně byly většinou v durových stupnicích a v textech často využívali angličtinu. S příchodem „Taboo“ a v průběhu „Kurutta taijó“ začali experimentovat s temnějším a dospělejším zvukem. Při „Darker Than Darkness –style 93-“ se vyvinuli do tvrdšího, hard-rockovějšího zvuku, který v jejich díle dosud přetrval, a který až do dob „Mona Lisa Overdrive“ kombinovali s elektronikou. V posledních letech u „Džúsankai wa gekkó“ vědomě přijali gotické pojetí, které zkombinovali s retro rock’n’rollem u alba „Tenši no Revolver“.

Některé elementy v jejich hudbě přetrvávají, například drnčivé kytarové akordy, výrazné basové tóny, skřípavý rámus elektronicky narušených zvuků a rozpolcené melodie, které klouzají mezi durovými a mollovými stupnicemi, stejně tak Acušiho charakteristický sytý baryton. Acuši je známý pro své dekadentní texty, které skládá převážně v japonštině, ale často naráží i na existenciální psychologická témata. Imai složil mnoho písní, které připomínají příběhy science-fiction, včetně témat jako například umělá genetické manipulace a počítačové pirátství, ale poslední dobou odbočil spíše k jednoduchým milostným písním.

## Sólové projekty
Acuši Sakurai a Hisaši Imai vytvořili, společně s Raymondem Wattsem, Saschou Konietzkem a Luciou Cifarelli, skupinu Schwein, se kterou vydali album "Schweinstein" a následně EP remix "Son of Schweinstein". 

Imai také působí v tříčlenné skupině Lucy, kde hraje na kytaru a zpívá. Skupina vydala dvě alba, „Rockarollica“ a „Rockarollica II.“

Acuši vydal pod svým jménem sólové album „Ai no wakusei“ („Planeta lásky“), pro které napsal texty a nazpíval vokály. V roce 2004 se také odehrál jeho herecký debut, ztvárnil postavu lovce upírů v krátkém filmu Longinus režiséra Rjúheie Kitamury.

Toll Jagami vydal sólové album „1977/Blue Sky“ se skupinou nazvanou „Yagami Toll and the Blue Sky.“ Koncept tohoto alba se zabýval smrtí Tollova staršího bratra, který také hrál na bicí a zemřel v roce 1977.

Jutaka Higuči působil v kapele „Wild Wise Apes“, ve které hrál na basovou kytaru. Skupina vydala jedno album, „3rd World“.

Hidehiko Hošino v roce 2007 založil skupinu Dropz, ve které hraje na kytaru a klávesy. Začal s touto kapelou, protože chtěl experimentovat s elektronickou hudbou. Skupina vydala jedno album, „Sweet Oblivion“, ale zatím neuspořádala žádné koncerty.

## Diskografie

### Alba
- Hurry Up Mode (4. dubna 1987)
- Sexual×××××！ (21. listopadu 1987)
- Seventh Heaven (21. června 1988)
- Taboo (18. ledna 1989)
- Aku no hana (悪の華, 1. února 1990)
- Kurutta taijó (狂った太陽, 21. února 1991)
- Koroši no širabe This Is NOT Greatest Hits (殺シノ調ベ This Is NOT Greatest Hits, 21. března 1992)
- Darker Than Darkness -style93- (23. června 1993)
- Six/Nine (5. května 1995)
- Cosmos (21. června 1996)
- Sexy Stream Liner (10. prosince 1997)
- One Life, One Death (20. září 2000)
- Kjokutó I Love You (極東 I Love You, 2. února 2002)
- Mona Lisa Overdrive (13. února 2003)
- 13kai wa gekkó (十三階は月光, 4. dubna 2005)
- Tenši no Revolver (天使のリボルバー, 19. září 2007)
- Memento Mori (18. února 2009)
- RAZZLE DAZZLE (13. října 2010)
- Yume Miru Uču (夢見る宇宙, 19. září 2012)
- Aruji Wa Anarchy (或いはアナーキー, 4. června 2014)
- Atomu Miraj-ha No. 9 (アトム 未来派 No.9, 28. září 2016)
- No. 8 (14. března 2018)
- Abracadabra (21. září 2020)
- Izora (異空, 12. dubna 2023)
- SUBROSA (スブロサ, 4. prosince 2024)

### EP
- Romanesque (21. března, 1988)

### Singly
- "To-Search/Plastic Syndrome" (21. října 1986)
- "Just One More Kiss" (26. října 1988)
- "Aku no hana" (悪の華, 24. ledna 1990)
- "Speed" (スピード, 21. ledna 1991)
- "M・AD" (5. června 1991)
- "Jupiter" (30. října 1991)
- "Dress" (ドレス, 21. května 1993)
- "Die" (21. října 1993)
- "Uta" (唄, 24. března 1995)
- "Kodó" (鼓動, 21. dubna 1995)
- "Mienai mono o mijo to suru gokai subete gokai da" (見えない物を見ようとする誤解 全て誤解だ, 21. září 1995)
- "Candy" (キャンディ, 22. května 1996)
- "Heroine" (ヒロイン, 12. listopadu 1997)
- "Sasajaki" (囁き, 11. března 1998)
- "Gessekai" (月世界, 13. května 1998)
- "Bran-New Lover" (14. července 1999)
- "Miu" (ミウ, 20. října 1999)
- "Glamorous" (6. září 2000)
- "21st Cherry Boy" (21. listopadu 2001)
- "Kjokutó jori ai no komete" (極東より愛を込めて, 20. února 2002)
- "Zangai" (残骸, 18. ledna 2003)
- "Gensó no hana" (幻想の花, 3. prosince 2003)
- "Romance" (2. března 2005)
- "Fujú -kageró-" (蜉蝣-かげろう, 2. srpna 2006)
- "Alice in Wonder Underground" (6. června 2007)
- "Heaven" (12. prosince 2008)
- "Galaxy" (14. ledna 2009)
- "Dokudandžó Beauty" (24. března 2010)
- "Kučizuke" (くちづけ, 1. září 2010)